# National Lampoon's Christmas Vacation - Un Natale esplosivo!
National Lampoon's Christmas Vacation - Un Natale esplosivo! (National Lampoon's Christmas Vacation) è un film del 1989 diretto da Jeremiah S. Chechik.

## Trama
La famiglia Griswold, residente nell'area di Chicago, ha in programma di trascorrere un fantastico Natale con tutta la famiglia. Si recano nel bosco a scegliere l'albero ideale per le feste, ma arrivati sul posto, Clark, si rende conto di non aver portato con sé una sega per tagliare l'albero scelto e, così, è costretto a sradicarlo a mani nude. Arrivati a casa, i genitori di Clark e Ellen arrivano per  le feste, ma i loro litigi cominciano a rendere la situazione alquanto fastidiosa, tuttavia, Clark, carico di spirito natalizio, cerca di affrontare la situazione in modo positivo intento a trascorrere un tradizionale sereno Natale con tutti i suoi familiari. Non sarà facile nemmeno allestire l'esterno dell'abitazione con le 25.000 luci natalizie scelte per abbellire la facciata della villetta, tanto da portare l'esasperazione del padrone di casa a livelli esageratamente elevati. Ad allietare i momenti di giubilo, si uniscono anche Catherine e suo marito Eddie, cugini di Ellen, con i loro figli e il loro cane Rottweiler, Snot. Eddie in seguito ammette che vivono nel camper in cui sono arrivati, poiché è al verde ed è stato costretto a vendere la sua casa e la sua terra. Clark si offre di acquistare regali per i figli di Eddie in modo che possano ancora godersi il Natale. Poco dopo, arrivano anche la senile zia Bethany di Clark e lo scontroso zio Lewis.
Dopo alcuni intoppi sul percorso arriva la sera della vigilia, in cui, innumerevoli contrattempi ne complicano l'andamento tanto da arrivare a situazioni quasi al limite del possibile, che porteranno addirittura al rapimento del capo di Clark a causa di una gratifica, tanto sperata ma non concessa.

## Accoglienza
(Tagline inglese del film)
Il film è col tempo diventato un cult movie natalizio in patria. Gli incassi negli USA arrivarono a ben 74 milioni di dollari.